# Liste des lauréats du concours Lépine
Cet article présente une liste des lauréats du concours Lépine.
Cette liste est sans doute incomplète et peut-être mal ordonnée. Votre aide est la bienvenue !
| Année     | Nom du ou des gagnant(s)                                                                                      | Nom ou type d'invention(s) gagnante(s) |
| --------- | --- | --- |
| 1901      | M. Challes (1er prix) et Maison A. Laurent (2e prix)                                                          | - Jeu de société dit « des œillets coureurs ». - Modélisme d'un dirigeable imité du Santos-Dumont. |
| 1902      | M. Challes et M. Chapuis                                                                                      | - Jeu de société dit « des Sylphides ». - Réchaud portatif pour la cuisine. |
| 1903      | MM. Henry et Lenud                                                                                            | La dix mille éclairs, lampe de poche électrique puissante. |
| 1904      | M. Gautry | Impression des caractères braille grâce à un nouveau procédé |
| 1905      | M. Testut | Nouveau type de cadenas automatiques appelé « Colonial » |
| 1906      | M. Eymin | Embauchoir Club en acier forgé. |
| 1907      | M. Bimm | Nouvel aspirateur nommé Birum. |
| 1908      | M. Porchet et M. Bellot                                                                                       | - Stylographe à pointe amovible. - Nouvel aéroplane dirigeable appelé Bellot. |
| 1909      | M. Labbe Ledantee et M. Marquer                                                                               | - Nouveau modèle d’aéroplane nommé L'Avion. - Création d'une hélice à multiplication et à pas variable. |
| 1910      | M. Thiers et M. Forest                                                                                        | - Moteur à deux temps. - Nouveau procédé pour le changement de vitesse progressif adaptable aux automobiles mais aussi à l’industrie. |
| 1912      | M. Defleber Derre et Mme Labrousse                                                                            | - Parachute spécial et automatique confectionné pour aéroplane. - Appareil innovant à laver la vaisselle. |
| 1913      | M. Champeix                                                                                                   | Appareil récepteur de transmission sans fil international. |
| 1914-1915 | Aucun | Annulation du fait de la guerre. |
| 1916      | Louis Debierre (Grand Prix), Victor Gaumer, M. Robert (de Nantes)                                             | - Tirs mécaniques à surprises - Dispositif de sûreté contre les explosions de récipients contenant des liquides inflammables - Premier type de parachute individuel pour aviateur. |
| 1917      | M. A. Cannone                                                                                                 | « Smeldur » : talon et patin pour chaussure en cuir chromé |
| 1918      | M. Lauge | Matelas à pneumatique et nouveau type de machine à laver le linge. |
| 1919      | M. Pasquis, M. Colombo                                                                                        | - Invention innovante du stylo à bille. - La « Colombelle » : perceuse portative universelle. |
| 1920      | M. Leberte et M. Lalie                                                                                        | - Inhalateur nasal à usage anti-poussières et ou maladies infectieuses. - Première machine à écrire en caractère de braille. |
| 1921      | M. Caroni | Fer à repasser fonctionnant à la vapeur. |
| 1922      | M. Pigier et M. Savoye                                                                                        | - Machine de sténotypage. - Machine à laver les linges nommée France. |
| 1923      | Comptoirs Madeleine                                                                                           | Aspirateur fonctionnant à l'électricité. |
| 1924      | M. Larguze et M. Boutet                                                                                       | - Le berceau pliable. - Première machine à écrire portable. |
| 1926      | M. Chapelar                                                                                                   | Marmite à fermeture hermétique fonctionnant grâce à un système de vis à pression. |
| 1927      | M. Delbon | Création d'une semelle à crêpes. |
| 1928      | M. Aldebert                                                                                                   | Type de four électrique innovant. |
| 1929      | M. Cornibert                                                                                                  | Création d'un couvercle chauffant à électricité. |
| 1930      | M. Poulain | Tondeuse à gazon innovante. |
| 1931      | M. Mantelet/Moulinex                                                                                          | Moulinette ayant pour fonction de presse-purée (ayant donné naissance à la marque Moulinex). |
| 1932      | M. Pornanski et M. Roussel                                                                                    | - Cafetière à filtre à fonctions automatique et réveille-matin pouvant parler. - Machine à fabriquer le yaourt à la maison. |
| 1933      | M. Jeanbat | La poupée innovante et marchante nommée La Louisette. |
| 1934      | M. Henry et M. Andrault                                                                                       | - Appareil pour réaliser une transfusion de sang. - Tente spéciale, aérodynamique appelée Polaire, expédition Paul–Émile Victor, tente intitulée Antar, utilisée pour l'expédition de la Terre Adélie. |
| 1935      | M. Defleur | Invention du stylographe à détacheur d’encre. |
| 1936      | M. Giraudet et M. Couly                                                                                       | Création d'un humidificateur d’air environnant. Phonographe électromagnétique à changement automatique de disques. |
| 1937      | M. Henry et M. Compain                                                                                        | - Le cœur artificiel mais aussi le poumon d'acier. - Création du laryngoscope. |
| 1938      | M. Gassmann                                                                                                   | Invention d'un dispositif radio-électrique destiné à être prolongé par transmission sans fil, fonctionnant sur les réseaux téléphoniques actuels automatiques ou non. |
| 1947      | Vanceslas Golovanoff                                                                                          | Four Golo : économique et portatif ne consommant pas plus qu'un fer à repasser. |
| 1948      | M. Rouvereau                                                                                                  | Création des premiers types de lentille de contact moderne. |
| 1950      | M. Leclerc | Signalisation visant à rendre les cyclistes et piétons visibles la nuit |
| 1952      | M. Lavergne                                                                                                   | Nouveau type d'autocuiseur nommé Mélanie en aluminium moulé et à couvercle plat formant une plaque chauffante. |
| 1953      | M. Caroni | Création d'une couveuse électrique modulable. |
| 1954      | M. Espinasse et Mlle Borel                                                                                    | - Machine à copier ou dupliquer le langage de type braille. - Support de téléphone articulé. |
| 1956      | M. Demeaux et M. Dujardin                                                                                     | - Création d'une canne lumineuse pour la sécurité des aveugles - Invention du Jeu des 1000 Bornes. |
| 1957      | M. Lebre | Création d'une poignée destinée à la manutention rendant la prise des objets lourds simple et rapide. |
| 1958      | Jean Delpierre                                                                                                | Création d'un outil-multiple monté sur manche (vu sur une photo de presse d'Universal Photo, 42 rue des Jeuneurs, Paris 2e datée du 31.3.1958). |
| 1962      | M. Robillard Francis                                                                                          | avertisseur porte disque, Médaille d'Or. |
| 1963      | Dr. Lefebure Francis                                                                                          | Cervoscope |
| 1964      | M. Robillard Francis                                                                                          | Orbiphone, Médaille d'Or pour l'invention d'un appareil pouvant détecter des personnes ensevelies. |
| 1964      | M. Lasserre                                                                                                   | Somnidor, invention d'un appareil pouvant provoquer le sommeil. |
| 1965      | M. Bordet | Manche d'outil à vibreur intégré. Appareil pouvant être utilisé dans le domaine de la gravure, sculpture, ciselage ou encore chirurgie osseuse. |
| 1967      | M. Lebre | Invention d'un marchepied élévateur. |
| 1968      | M. Lebre | Nouveau dispositif servant à soulever des charges lourdes ou hors gabarit en convoi exceptionnel, nommé Translev. |
| 1970      | M. Morlet | Dispositif spécial servant à enlever les bas et chaussettes sans avoir à se baisser. |
| 1975      | M. Hatayan | Dispositif permettant de maintenir un clou avec une pince en plastique évitant ainsi le risque de blessures à la suite d'une éventuelle mauvaise manipulation d'un marteau sur un clou tenu par des doigts, cette invention se nomme le guide-clou.                                                                        |
| 1976      | M. de Neuville                                                                                                | Création d'une ceinture antivol nommée Trekking. |
| 1978      | MM. de Barrin et Guidecell                                                                                    | Invention d'un appareil de contrôle optique de véracité de plusieurs types de documents notamment des faux billets. |
| 1980      | M. Grand | Guide spécial pour aveugle. |
| 1981      | M. Dorey, Dopi 2000                                                                                           | Invention d'un récupérateur automatique d’ordures ménagères. |
| 1982      | M. Bernier/Axergie et M. Assouline                                                                            | - Création d'une pompe fonctionnant à la chaleur solaire. - Objet chasseur de pigeons nommé Vilsen. |
| 1983      | M. Payet et M. Lebessis                                                                                       | - Invention d'un nouveau type de pain Paillasse. - Fabrication d'un couteau à haute précision nommé Aris. |
| 1987      | M. Lazzaroni et M. GALLAIS                                                                                    | - Dispositif destiné à sécuriser les échelles. - Dispositif de commande de la translation simultanée d'organes à des vitesses différentes et application de celui-ci à la commande de volets télescopiques. |
| 1988      | M. Saussereau et M. Pavard                                                                                    | - Système d’immobilisation pour malades. - Nouveau type de traceur en relief pour personnes atteintes de cécité. |
| 1989      | M. Lefeuvre                                                                                                   | Mise en place d'une turbine thermique. |
| 1990      | M. Lorente | Invention d'un bras hydraulique permettant un transfert de fonds plus simple et plus sécurisé. |
| 1991      | M. Claude Dumas et M. Cangelosi                                                                               | Création d'un système d'alarme anti-vol pour les tableaux. |
| 1992      | M. Carcelle et M. Le Faucheur                                                                                 | - Clavier de piano et notation musicale chromatique et proportionnelle. - Invention d'une borne électrique de parking française, nommée Sesame Park. |
| 1993      | M. Laffargue, M. Vourc'h, Mme Kerjan                                                                          | - Dispositif ingénieux associant des ingrédients à un produit déjà planifié. - Création d'un siège articulé fonctionnant à pression d’eau pour baignoire ou bains à remous. - Création innovante d'un vélo électrique fonctionnant à l'énergie solaire.                                                                    |
| 1994      | M. Pochon, M. Pastor, M. Malesset, M. Messin                                                                  | - Création d'un dispositif élévateur de fauteuil roulant sur véhicule à fonction automobile. - Invention d'un détecteur d’objets perdus ou volés indiquant la proximité ou non d'un objet volé ou perdu. - Assistant automatique de toilette.                                                                              |
| 1995      | M. Claude Dumas, M. Loissel                                                                                   | - Lit composé de pistons. - Création d'un dispositif sans fil pour le rangement de véhicules dans une enceinte à surface réduite. |
| 1996      | M. Piemont Braille, M. Lagrange                                                                               | - Création d'un identificateur de types de carburants nommé Nomix. - Élaboration d'un catamaran sportif composé d'un système de déplacement des coques. |
| 1997      | M. Riera et M. Pitoux                                                                                         | - Invention d'un dispositif anti-tartre fonctionnant grâce à un champ magnétique tournant, ce dispositif est intitulé « Calcairator ». - Création d'un objet ouvreur d'huitre nommé en franglais Magic'huitres. |
| 1998      | M. Garrec et M. Mocquot                                                                                       | - Diapos, élaboration d'un chariot destiné à la manutention. - Création d'un fauteuil électrique avancé pour personnes à habilités réduites. |
| 1999      | M. Boniface, M. Doyet, M. Gruelles                                                                            | - Création d'un excavateur composé de plusieurs marteaux oscillants nommé Cas Roc. - Lavabo à hauteur réglable et modulable. - Création d'un système de crochetage pour bloquer les bennes. |
| 2000      | M. Georges Durand, M. Jaudon, M. Daouk                                                                        | - Armoire à sèche-linge intégré et circuit frigorifique. - Cycle d'ergonomie verticale nommé Bi. - Nouveau type de nacelle servant au secourisme. |
| 2001      | Mme Florence Florit, M. Lapidus, M. Iampolsky                                                                 | - Télétransmetteur fonctionnant par infrarouge à usage universel. - Invention d'une veste communicante et plusieurs tissus biotechnologiques. - Création d'un système de chauffage centrale modulable sur chaudière à huile étant alimenté par une cheminée à feu de bois ou charbons.                                     |
| 2002      | Mme Martine Losego, M. Colomier et Escallot, M. Beck                                                          | - Création d'un chariot motorisé avec pare-chocs flottants avec un nom cette fois pour la première fois complètement anglicisé Let’s go. - Invention de scooters électriques nommé Twil MCC2 et MCC3 - Escalier modulable et pouvant s'adapter à différents types de pentes plus ou moins aiguës.                          |
| 2003      | M. Éric Wasser, M. Claude Dumas et Mme Borne                                                                  | - Construction architecturale de type habitable fonctionnant passivement grâce au soleil nommée Héliodome. - Création d'un moteur fonctionnant grâce aux vents et au soleil nommé Solaréole II. - Invention d'un compagnon sécurité nommé par anglicisme Splash Buzzer.                                                    |
| 2004      | M. P. Morisse Intelligencia, Dupont medical                                                                   | * Système de terminal multimédia et de visio-communication installé au pied du lit des patients nommé MédicalVision. - Le Boxway, fauteuil roulant électrique pliable |
| 2005      | Deveze Design Microlife France                                                                                | - X-Trium Kart et Man-Tx : véhicules ayant quatre roues disposées en losange - Création d'une horloge contemporaine. - frigo portable à insuline nommée par anglicisation TravelMate. |
| 2006      | M. Fabrice Leblat et M. P. Lasala                                                                             | - Leblatphone : machine à parler portative - Création d'une machine de glisse sur neige à suspension nommée par anglicisme « Blackmountain ». - Conception d'un véhicule donnant la possibilité aux personnes à mobilité réduite de conduire en fauteuil roulant, invention nommée La Quovis de Vexel.                     |
| 2007      | M. Luc Brohan (marin-pompier de Brest) et Rodolphe Pellae, M. Lucas, M. Claude Dumas                          | - Invention d'un drone de détection de produits chimiques et radioactifs nommé D2RC. - Création d'un nouvel instrument de musique « La Cantate et la Cantate diatonique ». - Création ingénieuse de la « Télescotable » table entièrement télescopique.                                                                    |
| 2008      | M. Fabrice Guiraud, M. Wartelm, M. Appert                                                                     | - Invention du Magui, ordinateur considérablement simplifié pour en faciliter l’accès aux séniors. - Invention sécurisant l'accès d'objet sensible ou dangereux aux enfants. - Création d'un module comportant une cellule habitable mais aussi mobile déployable et escamotable.                                          |
| 2009      | Mme Florence Poulet-Daumas, M. Biro, M. Guiraud                                                               | - Création d'un plan de métro pouvant parler en français et en anglais nommée en franglais EasyMétros. - Véhicule roulant en consommation hybride. |
| 2010      | M. Raoul Parienti, M. Paoli                                                                                   | - Création d'un appareil miniature de poche permettant la lecture en braille ou en vocal de tout texte imprimé, nommé Top Braille. Dans la même lignée, un appareil permettant de lire tout texte écrit, et intitulé « Top Reader ». - Appareil fonctionnant hydroélectriquement par réversibilité, nommé « Hydro-force ». |
| 2011      | M. André Boniface, J. Pitoux, C. de Wergifosse                                                                | - Création ingénieuse d'un procédé pour le pompage des hydrocarbures en milieu marin profond. Invention d'un appareil de distribution d’une boisson chaude pour machine ménagère nommé Le manège à café. - Mise en place d'un groupe électrogène écologique mais aussi complètement mobile.                                |
| 2012      | M. Houzé, M. Legros, M. Olivier Canavese                                                                      | - Création d'une structure servant à l'abri pouvant se plier et se transporter facilement. - Jeu de plateau ayant pour concept le métropolitain Parisien. - Wind-Power : dispositif d'aide à la manœuvre pour les navires à l'entrée des ports.                                                                            |
| 2013      | Jean-Luc Vignaud                                                                                              | Dispositif servant à diminuer la déformation de l'anche d'un saxophone ou d'une clarinette |
| 2014      | Jean-Louis et Jean-Claude Hecht                                                                               | Automate capable de cuire et vendre 24 heures sur 24 et sept jours sur sept des baguettes chaudes |
| 2015      | Charles Herrmann, Philippe Durrhammer & Xavier Remond                                                         | Granulateur Mobile H-énergie |
| 2016      | Benoît Mirambeau                                                                                              | Application Web pour protocoles diabétiques |
| 2017      | Eydi technology                                                                                               | Balise Eydi de localisation et signalisation aux secours |
| 2018      | Samuel Mercier                                                                                                | MedPack : station de travail médicale extra-hospitalière |
| 2019      | Laurent Tonnelier                                                                                             | xTag, profil personnalisé appliqué à la gestion des allergies et intolérances alimentaires |
| 2020      | Aucun | Annulation du fait de la Covid |
| 2021      | Omar Seck | Jobstable, Table basse multimédia se transformant en poste informatique, |
| 2022      | Frédéric Leybold                                                                                              | Géocœur, dispositif et procédé d'avertissement pour défibrillateur |
| 2023      | Colin Gallois, Lancelot Durand                                                                                | Dreeft, Système de freinage pour fauteuil roulant |
| 2024      | Rémi du Chalard, Amaury Buguet, Gabrielle de Puysegur, Wandrille du Chalard, François Outters, Zacharie Nataf | Artha France, Technologie pour les malvoyants |
| 2025      | Raphaël Zakine, Michael Uzzan et Jonathan Goldminc                                                            | Spokeo : Assistant d'écoute qui amplifie les sons grâce à la bi-conduction sonore |